# Natalie Tran
Natalie Tyler Tran (sinh ngày 24 tháng 7 năm 1986) là một người làm vlog, nghệ sĩ hài, diễn viên người Úc gốc Việt. Cô nổi tiếng chủ yếu bởi các video trên kênh YouTube của mình với tên communitychannel.
Tran làm các video hài độc thoại bằng tiếng Anh trên YouTube với chủ đề là các tình huống diễn ra trong cuộc sống hàng ngày, dưới cách trình bày hài hước và có phần phóng đại. Từ khi video đầu tiên được tải lên ngày 12 tháng 9 năm 2006, đến tháng 12 năm 2014 kênh YouTube của cô đã có trên 1,5 triệu lượt đăng ký theo dõi và các video có trên 500 triệu lượt xem. Kênh của cô từng là kênh YouTube có số lượt đăng ký nhiều nhất tại Úc, vì thế cô được các trang báo gọi là nữ hoàng YouTube của nước Úc. Cô có vai diễn chính thức đầu tiên của mình trong một bộ phim tình cảm hài kịch Úc có tên Goddess (2013).
Tran sinh ra ở Sydney, New South Wales, cha mẹ cô di cư đến Úc với tư cách người tị nạn vào năm 1981.